# HERC5
 Предполагаемый белок убиквитинлигазы HERC5  — фермент, кодируемый у человека геном  HERC5 .
Этот ген является членом семейства HERC убиквитинлигазы и кодирует белок с доменом HECT и пятью повторами RCC1. Провоспалительные цитокины активируют экспрессию этого гена в эндотелиальных клетках. Белок локализуется в цитоплазме и перинуклеарном регионе и функционирует в качестве интерфероноиндуцированного белка Е3 лигазы, который опосредует ISG-лацию белковых мишеней. Ген находится в кластере генов семейства HERC на хромосоме 4. HERC5, как было выявлено, обладает противовирусной активностью в отношении ВИЧ-1, вируса гриппа А и вируса папилломы человека.

## Взаимодействия
HERC5, как было выявлено, взаимодействует с NME2 и циклином Е1.